# Llosa del Cortal dels Polls
La Llosa del Cortal dels Polls és un dolmen de la comuna d'Arboçols, a la comarca del Conflent, de la Catalunya del Nord.
Està situada a la zona nord-occidental del terme, a prop del límit amb Eus, en una zona rocosa. És a ponent del Cortal dels Pardals i al sud-oest del Cortal dels Polls, a l'esquerra del Còrrec de la Coma del Brau.